# Kočićevo, Gradiška
Kočićevo je naselje v občini Gradiška, Bosna in Hercegovina. 

## Zgodovina
Zgodovinsko ime vasi je bilo Junuzovci (do leta 1951.).

## Deli naselja
Donjani, Dubrave, Gornji Rastovac, Kočićevo, Krčevine in Srednji Rastovac. 

## Prebivalstvo
| Pregled števila prebivalcev po letih | Pregled števila prebivalcev po letih | Pregled števila prebivalcev po letih | Pregled števila prebivalcev po letih | Pregled števila prebivalcev po letih | Pregled števila prebivalcev po letih |
| ------------------------------------ | ------------------------------------ | ------------------------------------ | ------------------------------------ | ------------------------------------ | ------------------------------------ |
| 1948                                 | 1953                                 | 1961                                 | 1971                                 | 1981                                 | 1991                                 |
| -                                    | -                                    | -                                    | 775                                  | 740                                  | 631                                  |

| Narodna sestava prebivalstva po letih                                                                                       | Narodna sestava prebivalstva po letih                                                                                       | Narodna sestava prebivalstva po letih                                                                                       |
| --- | --- | --- |
| 1971 | 1981 | 1991 |
| . skupaj: 775 Srbi 760 (98,06 %) Hrvati 1 (0,12 %) Muslimani 0 (0,00 %) Jugoslovani 4 (0,51 %) drugi in neznano 10 (1,29 %) | . skupaj: 740 Srbi 703 (95,00 %) Hrvati 2 (0,27 %) Muslimani 1 (0,13 %) Jugoslovani 29 (3,91 %) drugi in neznano 5 (0,67 %) | . skupaj: 631 Srbi 596 (94,45 %) Hrvati 2 (0,31 %) Muslimani 1 (0,15 %) Jugoslovani 29 (4,59 %) drugi in neznano 3 (0,47 %) |